# География Татарстана
География Татарстана — система взаимосвязанных наук о природных и социально-экономических условиях в Татарстане.

## История
В Татарстане развитие географии связано с Казанским университетом.
У истоков стояли Симонов И. М. и Васильев В. П.
В 1888 году в университете открывается кафедра географии, в 1938 году — географический факультет.
До начала XX века исследования проводились в основном в частных географических науках (геоморфология, метеорология, климатология и др.)
Позднее получала развитие социально-экономическая география, этнографическое ландшафтоведение.
Физическая география развивается с начала XIX века такими учёными, как Э. А. Эверсман, Э. И. Эйхвальд.
Физико-географические районы Татарстана подразделяется на 5 регионов, разделённых Волгой, Камой, Вяткой, Шешмой. Соответственно образуются Предволжье, Западное и Восточное Предкамье, Западное и Восточное Закамье.
Социально-экономическая география развивается с 20-30 годов XX века, и связана с исследованиями Н-Б. З. Векслина (географические факторы развития народного хозяйства).
Дальнейшее развитие получено в трудах П. В. Абрамова — размещение промышленно-производственных и производительных сил.
Н. И. Блажко рассматривал математическую географию моделирования в территориальных системах производства и расселения.
С 1970 года формируется новое концептуально-географическое направление социально-экономической географии, связанное с проблематикой территориальной организации общества. Исследования в этом направлении проводил А. М. Трофимов.

## Расположение
Татарстан располагается на Восточно-Европейской равнине, практически в центральной части Российской Федерации. На территории Республики происходит слияние двух крупнейших рек — Волги и Камы, севернее слияния находится столица Татарстана — город Казань. Расстояние от Москвы составляет 797 км к востоку.
Общая площадь территории Татарстана составляет 67 836 км². Протяженность территории Республики — 290 км с севера на юг и 460 км с запада на восток.
Территория республики представляет собой равнину в лесной и лесостепной зоне с небольшими возвышенностями на правобережье Волги и юго-востоке республики. 90 % территории лежит на высоте не более 200 м над уровнем моря.
Более 16 % территории республики занято лесами, состоящими из деревьев большей частью лиственных пород (дуб, липа, береза, осина), хвойные породы представлены сосной и елью. Местная фауна представлена 430 видами позвоночных животных и сотнями видов различных беспозвоночных.

## Климат
Умеренно-континентальный климат Республики отличается тёплым летом и умеренно-холодной зимой. Самый тёплый месяц года — июль (+18…+20 °C), самый холодный — январь (−13… −14 °C). Абсолютный минимум температуры составляет −44… −48 °C (в Казани −46,8 °C в 1942 году). Максимальные температуры достигают +37…+42 °C. Абсолютный годовой перепад температур (амплитуда) достигает 80—90 °C.
Среднее количество осадков от 460 до 520 мм. Вегетационный период составляет около 170 суток.
Климатические различия в пределах Татарстана невелики. Число часов солнечного сияния в течение года колеблется от 1763 (Бугульма) до 2066 (Мензелинск). Наиболее солнечный период — с апреля по август. Суммарная солнечная радиация за год составляет примерно 3900 Мдж/кв.м.
Средняя годовая температура составляет примерно 2—3,1 °C.
Устойчивый переход среднесуточной температуры через 0 °C происходит в начале апреля и в конце октября. Продолжительность периода с температурой выше 0 °C — 198—209 дней, ниже 0 °C — 156—157 дней.
Среднегодовое количество осадков составляет 460—540 мм. В тёплый период (выше 0 °C) выпадает 65—75 % годовой суммы осадков. Максимум осадков приходится на июль (51—65 мм), минимум — на февраль (21—27 мм). Больше всего увлажняется осадками Предкамье и Предволжье, меньше всего — запад Закамья.
Снежный покров образуется после середины ноября, его таяние происходит в первой половине апреля. Продолжительность снежного покрова составляет 140—150 дней в году, средняя высота — 35—45 см.

## Почвы
Почвы в Татарстане имеют разнообразную структуру. На севере и западе республики преобладают серые лесные и подзолистые почвы, на юге до 32 % территории занимают чернозёмы. При преобладании серых лесных и выщелоченных чернозёмных почв встречаются особенно плодородные мощные чернозёмы.
На территории Татарстана выделяют три почвенных района:
- Северный (Предкамье) — наиболее распространены светло-серые лесные (29 %) и дерново-подзолистые (21 %), находящиеся главным образом на водораздельных плато и верхних частях склонов. 18,3 % процента занимают серые и тёмно-серые лесные почвы. На возвышенностях и холмах встречаются дерновые почвы. 22,5 % занимают смытые почвы, пойменные — 6-7 %, болотные — около 2 %. В ряде районов (Балтасинский, Кукморский, Мамадышский) сильна эрозия, коей подвержено до 40 % территории.
- Западный (Предволжье) — в северной части преобладают лесостепные почвы (51,7 %), серые и тёмно-серые (32,7 %). Значительную площадь занимают оподзоленные и выщелоченные чернозёмы. Высокие участки района заняты светло-серыми и дерново-подзолистыми почвами (12 %). Пойменные почвы занимают 6,5 %, болотные — 1,2 %. На юго-западе района распространены чернозёмы (преобладают выщелоченные).
- Юго-восточный (Закамье) — к западу от Шешмы преобладают выщелоченные и обыкновенные чернозёмы, правобережье Малого Черемшана занято тёмно-серыми почвами. К востоку от Шешмы преобладают серые лесные и чернозёмные почвы, в северной части района — выщелоченные чернозёмы. Возвышения заняты лесостепными почвами, низменности — чернозёмами.

Содержание гумуса в пахотном горизонте наиболее высоко (более 8 %) в южной части Татарстана (в частности Альметьевский, Азнакаевский, Бугульминский, Бавлинский и другие районы).

### Нефть
Основным ресурсом недр республики является нефть. Величина извлекаемой нефти в Республике составляет 800 млн тонн; размер прогнозируемых запасов составляет свыше 1 млрд тонн.
В Татарстане имеется 127 разведанных месторождений, включающих более 3000 залежей нефти. В 1948 году открыто второе по величине месторождение в России и одно из крупнейших мире — Ромашкинское, располагающееся в Лениногорском районе Татарстана. Как крупные месторождения выделяются Новоелховское и Саусбашское, а как среднее — Бавлинское месторождение. Вместе с нефтью осуществляется добыча попутного нефтяного газа — на 1 тонну нефти производится около 40 м³. Обнаружено несколько незначительных месторождений природного газа и газового конденсата.

### Уголь
На территории Татарстана выявлено 108 залежей угля. Вместе с тем в промышленных масштабах могут использоваться только залежи угля, привязанные к Южно-Татарскому, Мелекесскому и Северо-Татарскому районам Камского угольного бассейна. Глубина залегания угля оценивается как значительная, что осложняет его добычу.

### Другие полезные ископаемые
В недрах республики имеются также промышленные запасы известняка, доломитов, строительного песка, глины для производства кирпича, строительного камня, гипса, песчано-гравийной смеси, торфа, а также перспективные запасы нефтебитумов, бурого и каменного угля, горючих сланцев, цеолитов, меди, бокситов. 

## Водные ресурсы
Крупнейшие реки — Волга (177 км по территории республики) и Кама (380 км), а также два притока Камы — Вятка (60 км) и Белая (50 км), обеспечивают общий сток 234 млрд м³/год (97,5 % общего стока всех рек). Кроме них, по территории республики протекают ещё около 500 малых рек длиной не менее 10 км и многочисленные ручьи. Большие запасы водных ресурсов сосредоточены в двух крупнейших водохранилищах — Куйбышевском и Нижнекамском. В республике насчитывается также более 8 тыс. небольших озёр и прудов.
Гидроэнергопотенциал рек реализуется на реке Каме недозагруженной Нижнекамской ГЭС вырабатывающей около 1,8 млрд кВт•ч/год (по проекту — 2,7 млрд кВт•ч/год). В недрах республики содержатся значительные запасы подземных вод — от сильно минерализованных до слабосолоноватых и пресных.
Самые крупные водные объекты Татарстана — 4 водохранилища, обеспечивающие республику водными ресурсами на различные цели.
- Куйбышевское — создано в 1955 году, самое крупное не только в Татарстане, но и в Европе, обеспечивает сезонное регулирование стока Средней Волги.
- Нижнекамское — создано в 1978 году и обеспечивает суточное и недельное перераспределение к гидроузлу.
- Заинское — создано в 1963 году, служит для технического обеспечения ГРЭС.
- Карабашское — создано в 1957 году, служит для водообеспечения нефтепромыслов и промышленных предприятий.

На территории республики имеется 731 техническое сооружение, 550 прудов, 115 очистных сооружений, 11 защитных дамб.

## Подземные воды
По состоянию на 2005 год в Татарстане разведано 29 подземных месторождений пресных вод с запасами примерно 1 млн кубометров/сутки, для промышленного освоения подготовлено примерно треть запасов.
Достаточно велики и запасы минеральных подземных вод. По состоянию на 2004 год общие запасы минеральных подземных вод составляют 3,293 тысяч кубометров в сутки.

## Охраняемые природные территории
См. также Список особо охраняемых природных территорий Татарстана
На территории Татарстана расположено более 150 особо охраняемых природных территорий общей площадью примерно 150 тыс. га (2 % от общей площади Татарстана). В число ООПТ входят:
- Волжско-Камский заповедник, создан в 1960 году, расположен на территории Зеленодольского и Лаишевского районов. Отличается большим биоразнообразием, здесь существуют более 70 видов сосудистых растений и 68 видов позвоночных животных.
- Национальный парк «Нижняя Кама», создан в 1991 году на территории Елабужского и Тукаевского районов, сюда входят различные лесные массивы.

## Транспорт
Республика располагает развитой транспортной сетью. Её основу составляют авиалинии, автомагистрали, железные дороги, четыре судоходные реки: Волга, Кама, Вятка, Белая.
В отношении транспортных коммуникаций Татарстан занимает узловое положение на связях Урала, Сибири и Дальнего Востока с европейской частью Российской Федерации и рядом стран СНГ.
Столица Татарстана Казань находится на расстоянии 797 км к востоку от Москвы. Дорога от Москвы до Казани занимает 12 часов поездом, или 1 час самолётом.

## Экологическое состояние
В целом экологическое состояние удовлетворительное. Лесистость Татарстана составляет 16,2 % (Российской Федерации в целом — 45,4 %). Тенденция ухудшения состояния окружающей среды наметилась после 2000 года. К 2009 году особенно ухудшилось состояние атмосферного воздуха.
С 2000 года Набережные Челны входит в Приоритетный список городов с наибольшим уровнем загрязнения атмосферного воздуха. Города Казань и Нижнекамск в 2007 году из данного списка были исключены, однако загрязнение воздуха в этих городах характеризуется как высокое. Уловлено и обезврежено 59,5 % количества загрязняющих веществ, отходящих от всех стационарных источников выделения, в том числе твёрдых веществ — 92,3 %, ЛОС — 60 %.
Крупнейшие источники выбросов загрязняющих веществ в атмосферу: ОАО «Татнефть» — 79,8 тыс. т; ОАО «Нижнекамскнефтехим», г. Нижнекамск — 39,8 тыс. т; ОАО «Татэнерго» — 29,2 тыс. т.
В 2007 году в системах оборотного и повторно-последовательного водоснабжения использовано 5216,14 млн м³ воды, экономия свежей воды — 93 %. Потери воды при транспортировке составили 107,64 млн м³ (около 14 % суммарного забора воды в республике). Объём сброса в поверхностные водные объекты сточных вод в 2007 годусоставил 598,52 млн м³, в том числе 493,45 млн м³ загрязненных сточных вод (82 %), нормативно очищенных сточных вод нет.
В 2007 году в Нижнекамске завершены работы по строительству станции очистки питьевой воды, на которые затрачено 164,5 млн руб.; ОАО «Нижнекамскнефтехим» — продолжены работы по реконструкции канализационных сетей и сооружений (затраты — 54,6 млн руб.); ОАО «Нижнекамскшина» — работы по реконструкции канализационных сетей и сооружений (затраты — 25,9 млн руб.).
В течение 2007 года на территории республики зафиксировано 17 случаев чрезвычайных экологических ситуаций, в том числе:
- 12 случаев загрязнения земельных ресурсов, из них 6 случаев загрязнения нефтепродуктами из-за порыва нефтепроводов, разливов нефти при проведении работ, опрокидывания цистерны с дизельным топливом, 4 случая загрязнения канализационными и производственными сточными водами, 1 случай загрязнения навозными стоками из-за прорыва обваловки, 1 случай разлива серной кислотой из-за схода вагонов-цистерн с рельс;
- 4 случая загрязнения водных ресурсов, в том числе 3 случая загрязнения сточными водами, 1 — нефтепродуктами (в результате нарушения герметичности дюкерного перехода);
- 1 случай загрязнения атмосферного воздуха в результате порыва газопровода с последующим возгоранием.

На начало 2007 года на балансе предприятий республики имелось в наличии 1,5 млн тонн отходов производства и потребления; образовалось за год 3,7 млн тонн отходов, из которых использовано и обезврежено 54 %. С учётом передачи отходов для использования, обезвреживания, захоронения, размещения на конец 2007 года на балансе предприятий оставалось в наличии 1,35 млн тонн отходов. На территории республики имеются следующие места организованного захоронения отходов: полигоны ТБО — 50 шт. (48 соответствуют действующим нормативам) на площади 321,9 га, санкционированные свалки ТБО при муниципальных образованиях — 1322 шт. на площади 913,4 га, полигоны промышленных отходов — 3 шт. (все соответствуют действующим нормативам) на площади 64,7 га.
Основные источники образования отходов: ОАО «КАМАЗ» — 991 тыс. тонн; ОАО «Заинский сахар» — 513 тыс. тонн; ОАО «Буинский сахарный завод» — 302 тыс. тонн.